# Halys-adder
De halys-adder of halysslang (Gloydius halys) is een giftige slang uit de familie adders (Viperidae).

## Naam en indeling
De wetenschappelijke naam van de soort werd voor het eerst voorgesteld door Peter Simon Pallas in 1776. Oorspronkelijk werd de wetenschappelijke naam Coluber halys gebruikt. De soort werd voorheen ook wel in het geslacht van de moccasinslangen (Agkistrodon) geplaatst. In het Engels wordt de adder Siberian pit viper genoemd.

## Verspreidingsgebied en habitat
Deze soort komt voor in China, Iran, Rusland, Kazachstan, Oezbekistan, Tadzjikistan, Kirgizië, Afghanistan, Mongolië en Turkmenistan. Deze soort komt niet in Europa voor. De habitat bestaat uit bossen, scrublands, graslanden, rotsige omgevingen en woestijnen. Ook in door de mens aangepaste streken zoals akkers en weilanden komt de Halys-adder. De soort is aangetroffen van zeeniveau tot op een hoogte van ongeveer 4000 meter boven zeeniveau en kan tot 51 graden noorderbreedte worden gevonden. De adder leeft liefst in drogere, bergachtige gebieden waar hij schuilt in struiken. Bijzonder is dat deze slang zowel nacht- als dagactief is.

## Uiterlijke kenmerken
De totale lichaamslengte van deze soort is ongeveer 45 tot 75 centimeter. Uitschieters kunnen een totale lengte tot 90 centimeter bereiken.
De kleur is bruin tot grijs, met op de gehele lengte van de rug een donkere, vlekkerige bandering die in de nek en staartpunt uitvloeit in een regelmatig vlekkenpatroon.

## Levenswijze
De halys-adder eet kleine knaagdieren zoals muizen en ook vogels, het is een giftige soort. Bij verstoring buigt de slang de nek in een S-vorm en begint met de staartpunt te trillen. Het gif bevat hemotoxine en is zelden dodelijk, hoewel men na een beet tijdelijke verlammingsverschijnselen kan krijgen.
De vrouwtjes zetten eieren af en zijn dus niet eierlevendbarend zoals de meeste adders. Een legsel bestaat uit drie tot tien eieren, de jongen komen na ongeveer drie maanden tevoorschijn.

## Beschermingsstatus
Door de internationale natuurbeschermingsorganisatie IUCN is de beschermingsstatus 'niet toepasselijk' (Not Applicable of NA).

## Ondersoorten
Er worden vier verschillende ondersoorten onderscheiden, die zowel verschillen in uiterlijk als in verspreidingsgebied.Vroeger was het aantal hoger, maar een aantal ondersoorten worden tegenwoordig als volwaardige soorten gezien. Voorbeelden zijn Gloydius caraganus, Gloydius caucasicus en Gloydius cognatus. De huidige ondersoorten van de Halys-adder zijn, met de auteur en het verspreidingsgebied;
| Naam                        | Auteur                  | Verspreidingsgebied                  |
| --------------------------- | ----------------------- | ------------------------------------ |
| Gloydius halys boehmei      | Nilson, 1983            | Afghanistan                          |
| Gloydius halys halys        | Pallas, 1776            | De rest van het verspreidingsgebied. |
| Gloydius halys mogoi        | Bour, 1993              | ?                                    |
| Gloydius halys ubsunurensis | Kropachev & Orlov, 2017 | Mongolië, Rusland                    |